# Piłsudski (transatlantico)
Il Piłsudski era un transatlantico polacco costruito nel 1934 nei Cantieri Riuniti dell'Adriatico di Monfalcone per conto della Gdynia America Line. Prendeva il nome dal maresciallo Józef Piłsudski, ed era la nave gemella della Batory. 

## Storia
Fu costruita dal cantiere CRDA di Monfalcone per la Polskie Transatlantyckie Towarzystwo Okrętowe (PTTO), che nel 1934 sarebbe diventata la Gdynia-Ameryka Linie Zeglugowe (Gdynia America Line). In base agli accordi presi, una parte del pagamento sarebbe stata costituita con l'invio di carbone dalla Polonia. Varata nel dicembre 1934, aveva una stazza lorda di 14.294 tonnellate, una lunghezza di 162 metri e un baglio di 22 metri. Era spinta da due motori diesel che azionavano una coppia di eliche e raggiungevano una velocità di 18 nodi (33 km/h).
Entrò in servizio regolare come nave di linea sulla rotta transatlantica nel settembre 1935, salpando per il viaggio inaugurale da Gdynia a New York. Già durante il secondo viaggio verso New York, a causa del tempo molto burrascoso, si evidenziarono numerose carenze progettuali. La stabilità e la navigabilità si rivelarono insoddisfacenti, poiché il progettista italiano non aveva tenuto conto delle condizioni di tempesta dell'Atlantico settentrionale. A causa di tutte le onde che si abbatterono sulla prua, si sono verificati numerosi danni e guasti a parti dell'impianto elettrico. Dopo questa crociera, furono apportate modifiche strutturali. La gemella Batory, che all'epoca era in costruzione a Monfalcone, fu realizzata tenendo conto dell'esperienza dell'equipaggio del Piłsudski. 
Nel 1939, con lo scoppio della seconda guerra mondiale, fu requisita dal Ministero della Guerra con l'idea di convertirla in un incrociatore mercantile armato. I piani di questa conversione furono abbandonati e la Piłsudski fu trasformata in una nave trasporto truppe. Durante il suo primo viaggio di guerra, in rotta da Newcastleverso l'Australia, la nave affondò il 26 novembre 1939 alle 5.36 del mattino, a 29 miglia nautiche a sud-est di capo Flamborough. A tutt'oggi, la causa del suo affondamento non è stata spiegata. Sono state prese in considerazione tre ipotesi: l'ingresso di mine (probabile), il siluramento da parte di un sommergibile tedesco (non confermato da fonti tedesche) o il sabotaggio. Il suo capitano Mamert Stankiewicz morì allora a causa di esaurimento e ipotermia. Oltre a lui, morì anche il meccanico Tadeusz Piotrowski, caduto in mare durante l'evacuazione. L'ufficiale superiore, Karol Olgierd Borchardt, che in seguito sarebbe diventato un noto scrittore, fu gravemente ferito alla testa durante l'evacuazione e fu salvato a stento. Il resto dell'equipaggio si salvò.